# Immersione professionale

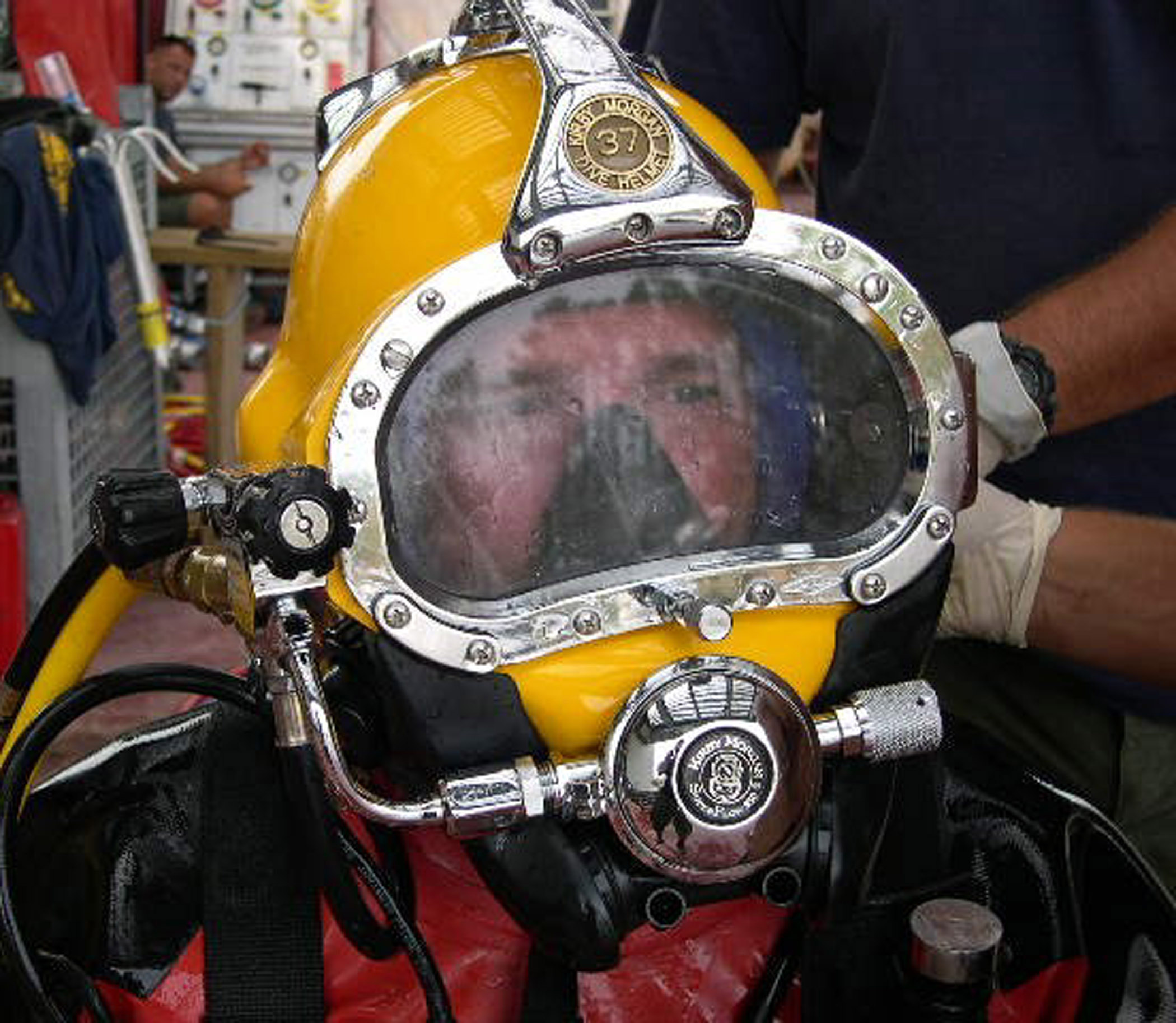
Un subacqueo della U.S. Navy si prepara per un'immersione di soccorso.

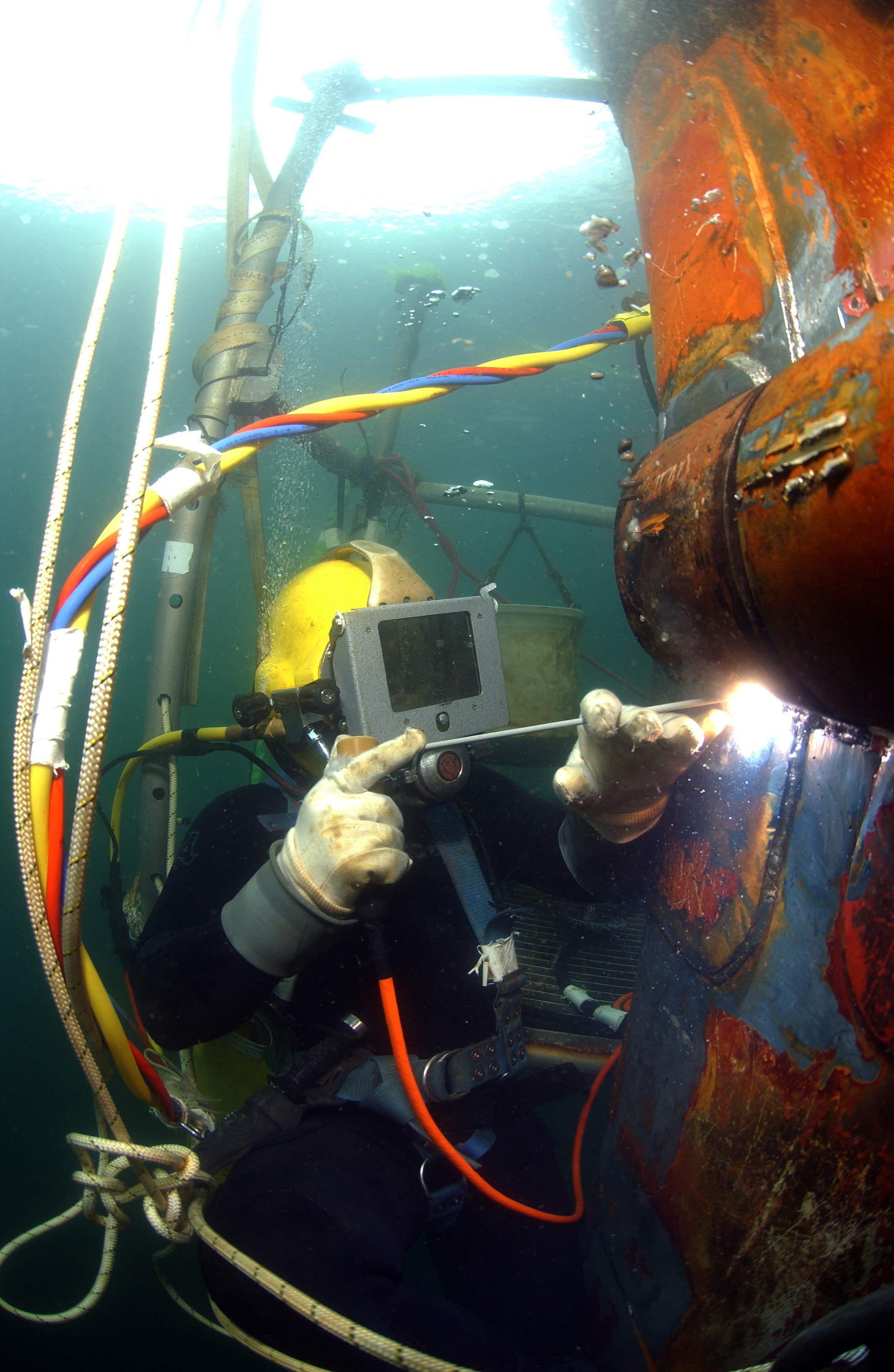
Un subacqueo della U.S. Navy intento alla riparazione della parte sommersa di un mezzo di trasporto anfibio.

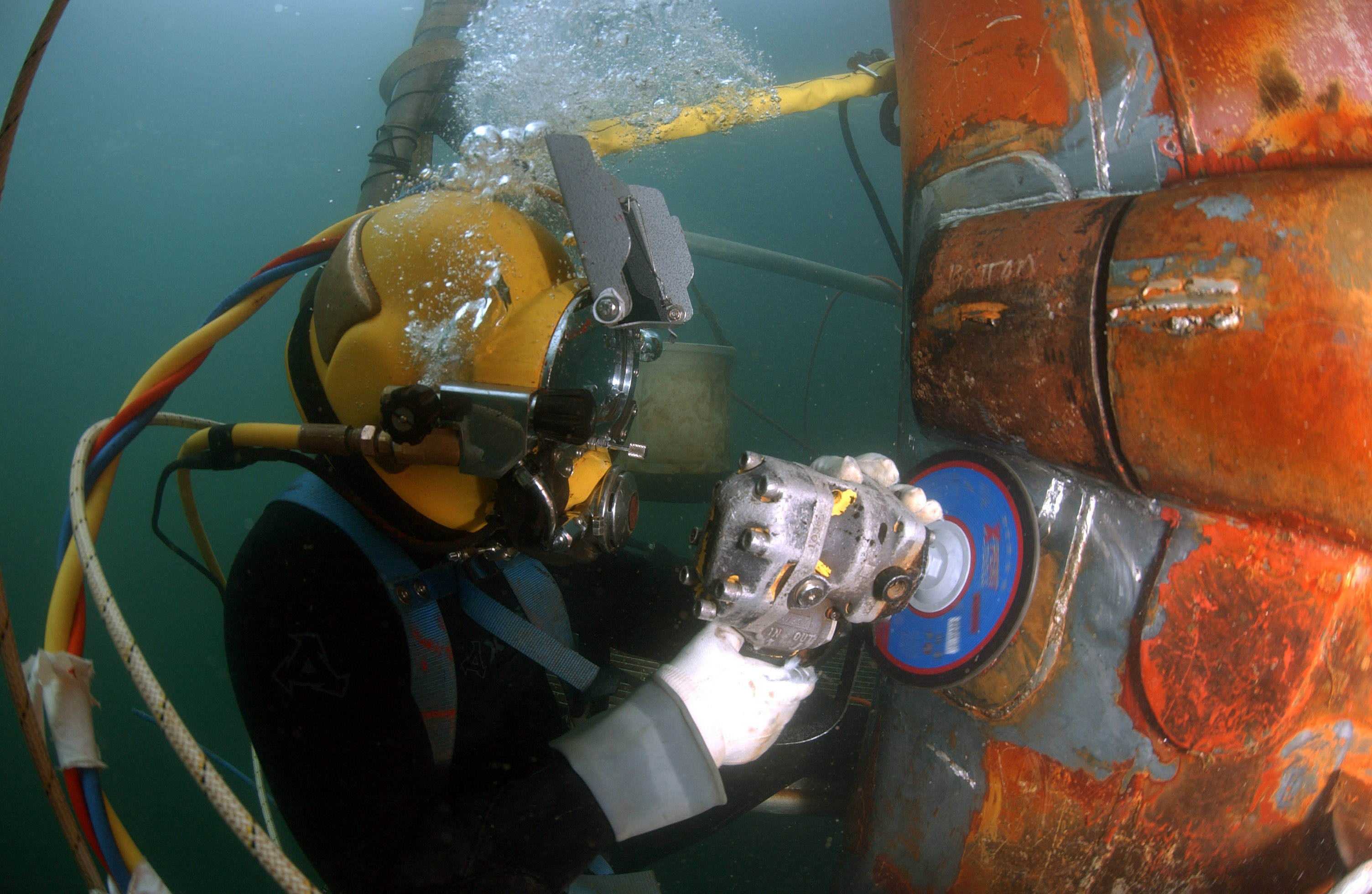
Un altro momento della riparazione.

Una immersione professionale è un tipo particolare di immersione subacquea svolta a fini lavorativi, dietro pagamento di compensi.
Nel novero di tali attività rientrano:
- le immersioni e le lavorazioni svolte dagli operatori della subacquea industriale
- quelle svolte da unità specializzate di corpi dello Stato (nucleo sommozzatori dei Vigili del Fuoco, centro subacquei dell'Arma dei Carabinieri, centro nautico e sommozzatori della Polizia di Stato) e della Marina Militare (Comando subacquei e incursori)
- quelle guidate dagli istruttori subacquei, a scopo didattico o turistico-ricreativo
- quelle svolte a scopo scientifico da parte di agenzie ed istituti di ricerca, enti di protezione ambientale, tecnici ed operatori pubblici e privati (ad esempio nel campo dell'archeologia subacquea o a scopo documentaristico)

L'immersione professionale si differenzia da quella sportiva per il carattere lavorativo della stessa, l'impiego di diverse attrezzature per lo svolgimento delle immersioni e delle eventuali lavorazioni, l'obbligo di rispettare le normative in materia di salute e sicurezza del lavoro, con l'impiego di personale opportunamente formato.

## Equipaggiamento professionale

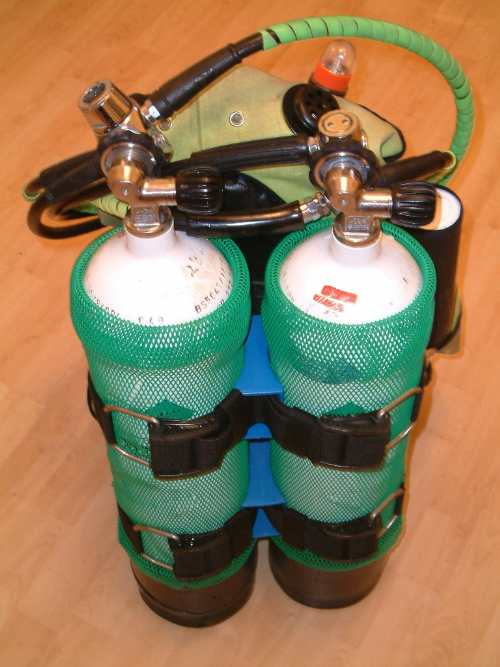
Un set ARA a due bombole.

I sub professionisti usano diverse tipologie di equipaggiamento, in base a vari fattori tra cui principalmente la profondità, la durata dell'immersione e le caratteristiche dell'ambiente di immersione stesso. Alcune immersioni richiedono ad esempio un'attrezzatura specifica, per via di eventuali costrizioni ambientali (immersioni in grotta, immersioni in ambienti contaminati).
La maggior parte dei professionisti utilizza una maschera integrale detta granfacciale, che copre l'intero volto e combina erogatore e maschera. La maschera integrale è spesso dotata di sistemi per la comunicazione.
Spesso viene utilizzato un casco da immersione, collegato con la superficie per l'aria, e a seconda della temperatura dell'acqua si indossa un tipo differente di muta subacquea (umida, semi-stagna o stagna), se non addirittura in climi particolarmente rigidi di un particolare tipo di muta (detta ad acqua calda) che viene rifornita d'acqua calda direttamente dalla superficie.
Per apportare i gas respirabili dalla superficie, in caso di utilizzo di granfacciale o casco, si utilizza un sistema di tubazioni e cavi (detto ombelicale) il quale unisce il sommozzatore alla superficie. A seconda delle necessità operative, l'ombelicale può portare aria o anche acqua calda, collegamenti per la comunicazione, illuminazione e video.
Per immersioni meno profonde è preferito l'uso della normale attrezzatura per immersioni, anche se in alcune località è richiesto che ci sia una comunicazione vocale obbligatoria col gruppo di supporto in superficie.

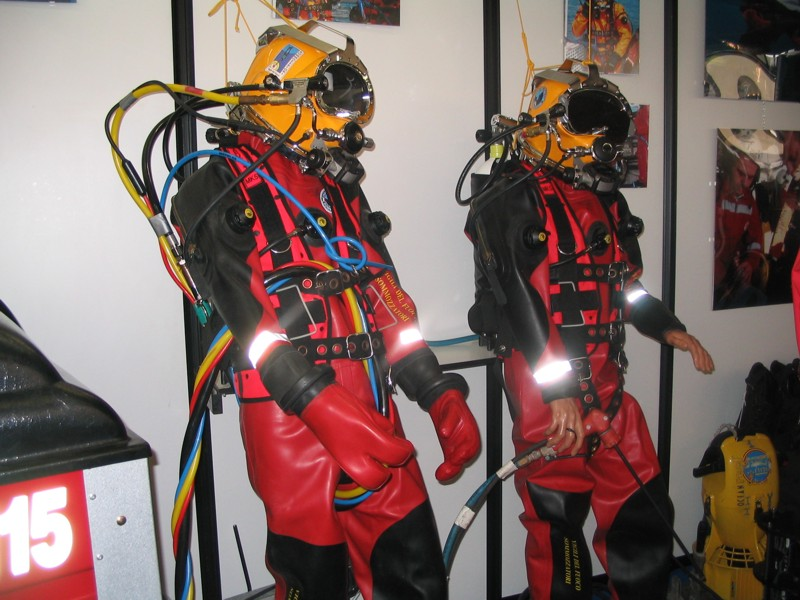
Attrezzature per OTS in esposizione all'Eudi Show

## Set SCUBA
Questa sezione descrive l'uso dell'attrezzatura per immersioni nelle immersioni commerciali. Per gli altri usi far riferimento ad immersione subacquea e ad aqua-lung.
Un set SCUBA può fornire una quantità limitata di gas al subacqueo, e non c'è nessun sistema pratico per cambiare una bombola vuota con una piena mentre ci si trova sott'acqua, così di solito le immersioni con questa attrezzatura hanno una durata limitata. Il tempo che un sub può passare sott'acqua respirando da una bombola è determinata dalla dimensione di questa, dalla profondità a cui dovrà lavorare e dalla frequenza respiratoria.
Può essere utilizzato come equipaggiamento principale o come sistema di emergenza per le immersioni supportate dalla superficie. Viene in entrambi i casi utilizzata la stessa attrezzatura, ma in particolare nel caso di immersioni brevi e più semplici.

## Immersione coadiuvata dalla superficie

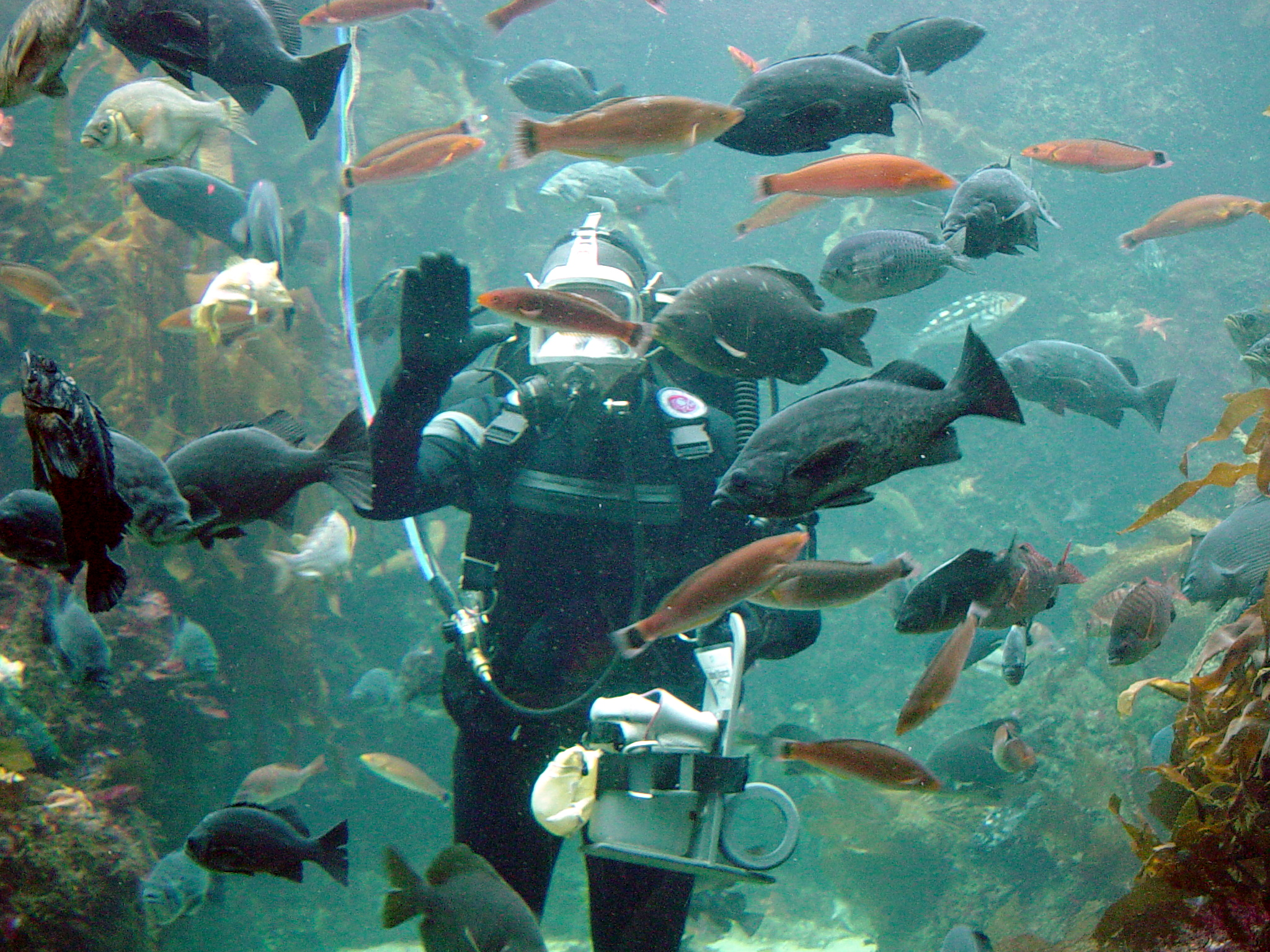
Un sub in immersione; si nota la corda che lo collega alla superficie.

L'attrezzatura per l'immersione coadiuvata dalla superficie, collegata al subacqueo tramite una specie di corda, viene utilizzata principalmente per immersioni lunghe e profonde. I vantaggi principali sono la gran quantità di gas respirabile disponibile per il sommozzatore, il collegamento (sebbene indiretto) del personale di superficie con il sommozzatore e la possibilità di diminuire il carico di lavoro della persona immersa grazie ad un controllo a "quota zero" della miscela di gas e delle comunicazioni fornite tramite l'ombelicale.

## Tipologie d'immersione

### Offshore diving
Le immersioni lontano dalla costa (in inglese offshore diving) di solito si effettuano in prossimità delle piattaforme petrolifere, per la manutenzione e la messa in opera delle piattaforme subacquee e delle condotte.

### Immersione in acque interne o costiere
Le immersioni in acque interne o costiere sono molto simili all'offshore diving per quanto riguarda le strutture umane coinvolte; tipicamente si tratta di manutenzione di strutture portuali, controllo delle acque in prossimità di strutture industriali, ponti, ecc.
Di solito viene utilizzata la stessa attrezzatura dell'offshore diving, a parte l'utilizzo più frequente dell'attrezzatura per immersioni per via della maggior difficoltà di un supporto dalla superficie in situazioni come, ad esempio, l'immersione in cisterne d'acqua.

### Immersione in ambiente radioattivo
Le immersioni in questo contesto sono una branca specializzata con pochi esperti autorizzati. Il grosso del lavoro interessa il mantenimento dei bacini di raffreddamento utilizzati per stoccare le scorie radioattive e, dal momento che questi sono realizzati in acciaio inossidabile, richiedono una certa specializzazione per la manutenzione.
L'immersione è di solito sicura, con il maggior pericolo che risiede nelle radiazioni piuttosto che nelle imbarcazioni o nelle correnti che si possono incontrare in altri contesti; per via della radioattività, il subacqueo deve essere comunque opportunamente addestrato e attrezzato.
In particolare, si usa unicamente un elmo metallico, in quanto, se di vetroresina, assorbirebbe le radiazioni e sarebbe quindi pericoloso; questo problema non si verifica invece nel caso del metallo. Il sub inoltre indossa sempre una muta stagna in gomma, collegata ermeticamente con l'elmo in modo da non consentire alcuno scambio con l'ambiente esterno.
In alcuni casi, il sommozzatore utilizza una particolare muta raffreddata per contrastare le alte temperature delle vasche. Inoltre, il subacqueo è sempre dotato di un dosimetro, utilizzato per determinare la lunghezza dell'immersione in base all'esposizione alle radiazioni.

### Immersione in ambienti contaminati

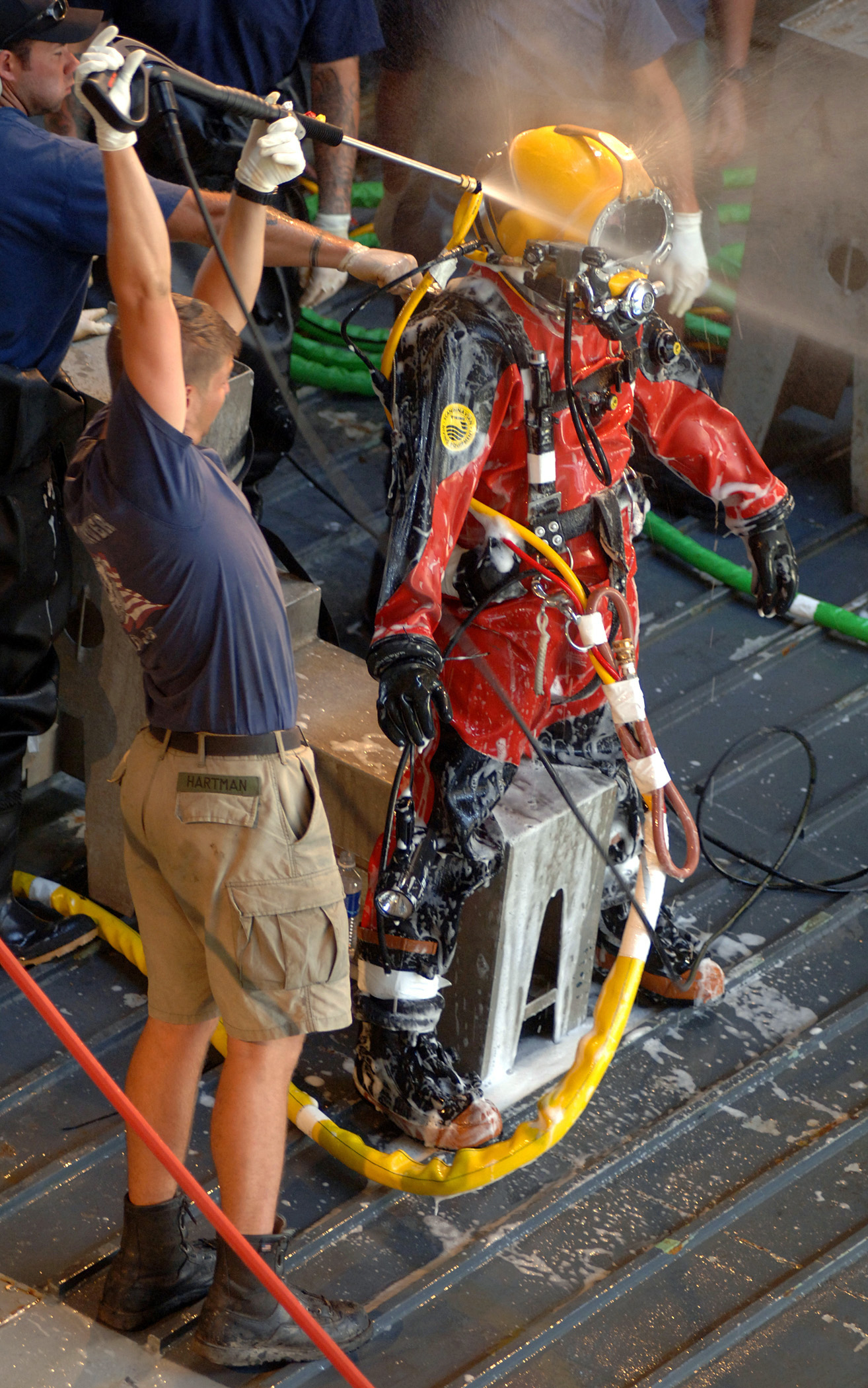
Un sub della US Navy decontaminato dopo un'immersione.

Le immersioni in ambienti contaminati (in inglese HAZMAT diving, da HAZardous MATerial) riguardano un'altra branca delle immersioni commerciali, forse la più pericolosa, che richiede personale altamente specializzato.
Un'attività tipica è l'immersione in liquami grezzi o contaminati chimicamente, come le acque di scolo; i subacquei devono essere vaccinati contro le eventuali malattie (come l'epatite e il tetano) e si deve disporre di appositi impianti di decontaminazione da utilizzarsi dopo una immersione o in caso di emergenza.
La riparazione di valvole sommerse, il controllo delle condotte o del livello di inquinamento, la risoluzione e l'analisi delle contaminazioni sono alcune delle mansioni più comuni. A volte è richiesta l'immersione in discariche per manutenere i sistemi di pompaggio, che prevengono i problemi di allagamento in caso di pioggia, oppure in fosse settiche e all'interno delle fognature.
Quest'ultimo tipo di immersione è spesso considerato il più pericoloso per via dei liquami grezzi spesso mischiati a vetri e rifiuti taglienti che possono danneggiare la muta stagna e ferire il subacqueo, esponendolo a malattie e contaminazioni.
Le persone che lavorano in questi ambienti indossano sempre mute stagne complete, con guanti, elmo e stivali ermeticamente collegati alla muta, che può essere quindi pressurizzata in modo da evitare l'ingresso di liquido dall'esterno in caso di foratura. La muta inoltre è realizzata con materiali resistenti all'ambiente avverso, normalmente con gomma vulcanizzata ma anche in neoprene o trilaminato. Oltre a queste protezioni spesso si indossano, sopra o sotto la muta, apposite protezioni in nylon o pelle assieme a tute in PVC.